# Дејзи (Арканзас)
Дејзи (енгл. Daisy) град је у америчкој савезној држави Арканзас.

## Демографија
По попису из 2010. године број становника је 115, што је 3 (-2,5%) становника мање него 2000. године.
| Група             | 2000.       | 2010.       |
| Белци             | 114 (96,6%) | 110 (95,7%) |
| Афроамериканци    | 2 (1,7%)    | 0 (0,0%)    |
| Азијати           | 0 (0,0%)    | 0 (0,0%)    |
| Хиспаноамериканци | 0 (0,0%)    | 2 (1,7%)    |
| Укупно            | 118         | 115         |